# جرثوم أحدب مستوطن الرواسب
جرثوم أحدب مستوطن الرواسب (الاسم العلمي: Limnohabitans curvus) هي نوع من البكتيريا، سلبية الغرام، تتبع الجرثومات مستوطنة الرواسب.